# 小狼逍遥蛛
小狼逍遥蛛（学名：Thanatus miniaceus）为逍遥蛛科狼逍遥蛛属的动物。分布于日本、朝鲜以及中国大陆的内蒙古、吉林、辽宁、山东、河北、河南、浙江等地，常栖息于灌木丛以及草丛。该物种的模式产地在北京。